# Década de 60 a.C.
Séculos: (Século II a.C. - Século I a.C. - Século I)
Décadas: 110 a.C. 100 a.C. 90 a.C. 80 a.C. 70 a.C. - 60 a.C. - 50 a.C. 40 a.C. 30 a.C. 20 a.C. 10 a.C.
Anos:
```
69 a.C.
 - 
68 a.C.
 - 
67 a.C.
 - 
66 a.C.
 - 
65 a.C.
 - 
64 a.C.
 - 
63 a.C.
 - 
62 a.C.
 - 
61 a.C.
 - 
60 a.C.
```